# Arroyo Cortado
El arroyo Cortado es un curso natural de agua que fluye en la parte norte de la parte chilena de la Isla Grande de Tierra del Fuego y desemboca en la bahía San Felipe del Estrecho de Magallanes.
Este arroyo ha sido llamado río Stubenrauch también. No confundir con el arroyo del Cortado que fluye en Uruguay.

## Historia
Luis Risopatrón lo describe brevemente en su Diccionario Jeográfico de Chile de 1924:: 776 
Cortado (Arroyo) 52° 50' 69° 50'. De corto curso i caudal, corre hácia el NW i desemboca en la ribera S de la bahía de San Felipe, de la parte NE del estrecho de Magallanes. 156; i rio. Stubenrauch en 151, VIII, croquis de Popper (1887).